# Шон Леннон
Шон Таро Оно Леннон (англ. Sean Taro Ono Lennon; 9 жовтня 1975, Мангеттен) — американський співак, композитор, музикант та актор. Син відомих музикантів Джона Леннона і Йоко Оно.

## Біографія

### Молодість i навчання
Шон Леннон народився в Нью-Йорку 9 жовтня 1975 року, в 35-літнього його батька, Джона Леннона. Після народження сина Джон став зразковим сім'янином і душі не відчував в своєму сині, до тих пір, поки не був застрілений в 1980 році. Шон здобував освіту в Швейцарії, в приватній школі-інтернаті Institut Le Rosey, де також в різний час вчилися принц Едвард, король Бельгії Альберт II, Доді Аль-Файєд і учасники гурту «The Strokes», Джуліан Касабланкас і Альберт Хаммонд-молодший. До цього він вчився в приватній нью-йоркській школі етичної культури і школі Дальтон. Після закінчення Інституту Лі Росі відвідував впродовж тільки трьох семестрів Колумбійський університет, який полишив заради музичної кар'єри.
Його першим публічним музичним досвідом стала участь в записі альбому Йоко Оно «Season of Glass», 1981 року. На записі він переказував по пам'яті історію, яку час від часу йому розповідав його батько. У 9 років Шон виконав пісню «It’s Alright» на триб'юті Йоко Оно 1984 року «Every Man Has A Woman». 1988 року Шон зіграв роль у фільмі «Moonwalker» Майкла Джексона. Пізніше він згадував роботу з Джексоном як поза сумнівом позитивний досвід. Його першими серйозними музичними пробами були робота в співпраці з Ленні Кравіцом, на альбомі останнього «Mama Said», 1991 року й участь у групі для виступу на IMA, для підтримки альбому його матері «Risin», 1995 року.

### Cibo Matto і Into The Sun
У 1997 році Леннон (разом з приятелем, Тімо Еллісом) приєднався до того, що влаштувалося в Нью-Йорку дуету «Cibo Matto» (Міхо Хаторі і Юка Хонда) для запису другої платівки останніх, «Super Relax». Впродовж його об'єднання з «Cibo Matto», він був зближений з Адамом Яухом з Beastie Boys, що виражало інтерес до його музики. Дебютний альбом Леннона «Into The Sun» вийшов 1998 року на лейблі Beastie Boys «Grand Royal». Стосовно Grand Royal, Шон сказав, «здається, я знайшов єдиний лейбл на планеті, що не турбувався про те, хто мої батьки і яке моє ім'я. Це чудово, знати, що я не отримаю пропозиції, якщо їм не сподобаються мої пісні. Це не так вже часто зустрінеш в музичному бізнесі!». «Into The Sun» був спродюсований колегою по «Cibo Matto», що надалі стала його дівчиною, Юкой Хонда (Yuka Honda), яка, як сказав Шон, надихала його протягом усієї роботи над альбомом. Режисером музичного відео «Home», на сингл з альбому, був Спайк Йонзе (Spike Jonze). Cibo Matto виступила в ролі групи Шона на «Into The Sun» і приєдналися до нього у фінальній сцені відео на пісню «Home».
У 1999 році вийшов мініальбом Шона «Half Horse, Half Musician», на якому було представлено декілька нових треків, таких як «Heart & Lung» and «Happiness», а також ремікси пісень з «Into The Sun». У цьому ж році, «Cibo Matto» випускають свій другий альбом «Stereo Type A». На розчарування багатьох прихильників Cibo Matto, альбом «Stereo Type A» став останнім альбомом групи, після чого вона розпалася. Міленіум застав Шона таким, що невпевнено крокує по світу хіп-хопу і металу. Він сприяв вокалом групам «Del tha Funkee Homosapien», «Jurassic 5», «Handsome Boy Modeling School» (у якій він виконав дуетом з Джушем Гайденом пісню «Sunshine»), і Soulfly Макса Кавалери. 2001 року Шон виконав «This Boy» і «Across The Universe» в живу з Руфусом Вейнрайтом (колишнім сусідом по кімнаті) і Moby для «Come Together: A Night for John Lennon's Words and Music». У наступні декілька років Шон віддаляється від загальної уваги (і стоїть в стороні від уваги медіа, зустрічаючись з Елізабет Джаггером і Бьюо Філіпс). Як би то не було, він продовжує співпрацювати з різними групами і музикантами як музикант або як продюсер.

### Наші дні
Після припинення діяльності Grand Royal в 2001 році, Шон підписав контракт з  «Capitol Records», чия материнська компанія, EMI, впродовж багатьох років випускала музичну продукцію його батька. Вийшла величезна кількість і записів The Beatles і його сольних записів. У Шона як і раніше не вийшов свіжий матеріал, але на початку лютого 2006 виходить «Dead Meat», перший сингл його нового альбому, Friendly Fire. Рекламний трейлер для CD/DVD видання «Friendly Fire» був викладений в інтернет на початку 2006. Трейлер включав сцени з кіноверсії альбому — музичні кліпи були складені у фільм. Фактично, кліпи були пробами на роль в кіноадаптації роману «Діти з камери зберігання» (Coin Locker Babies), ще одного проєкту над яким працював Леннон, і щоб не втрачати матеріал, Шон вирішив зробити кінокопію свого альбому. Friendly Fire вийшов в жовтні 2006 року. В день виходу альбому Леннон уперше з 2001 року виступив на телебаченні, зігравши «Dead Meat» на Нічному шоу Девіда Леттермана (Late Show with David Letterman). Леннон також виступив на Шоу Шерон Осборн (The Sharon Osbourne Show) (Велика Британія) і Пізно вночі з Конан О'Браян (Late Night with Conan O'Brien). Окрім свого сольного проєкту, в 2006 Леннона також працював з Джорданом Гэлландом (Jordan Galland) і його групою Dopo Yume над записом їхнього альбому The Secret Show. Також Шон допомагав гітаристові The Strokes, Альберту Хаммонду молодшому (Albert Hammond, Jr) у запису його дебютного сольного альбому Yours to Keep. У жовтні 2006 стартувало світове турне на підтримку альбому «Friendly Fire» і поки Шон був у Франції він зробив ремікс пісні «Parachute» у співпраці з французьким музикантом -M-. Ремікс був затитулований «L'éclipse». У жовтні 2007 Леннон виступив на БіБіСі Електрик Промс (BBC Electric Proms) з Марком Ронсоном, як запрошений співак для виконання пісень «Sail on, Sailor» і «We Can Work It Out» разом з Деніелом Меррівезером (Daniel Merriweather) і Тавіа (Tawiah). Нині разом зі своєю дівчиною він працює в групі the Ghost of a Sabert Tooth Tiger.
У 2015 році спільно з басистом Primus Лесом Клейпулом створив проєкт The Claypool Lennon Delirium. 2016 року вийшов дебютний альбом дуету «Monolith of Phobos».

## Дискографія

### Соло альбоми
- Into the Sun (1998)
- Half Horse, Half Musician (EP 1999)
- Friendly Fire (2006)

### Разом з Альбертом Хаммондом
- Yours to Keep (2006)
- ¿Cómo Te Llama? (2008)

### Разом з Cibo Matto
- Super Relax (1997)
- Stereo * Type A (1999)

### Разом з Ghost of a Saber Tooth Tiger
- Acoustic Sessions (2010)
- La Carotte Bleue (2011)
- Midnight Sun (2014)

### Разом з Yoko Ono/Plastic Ono Band
- Rising (1995)
- Blueprint for a Sunrise (2001)
- Don't Stop Me! EP (2009)
- Between My Head and the Sky (2009)
- The Flaming Lips 2011 EP: The Flaming Lips with Yoko Ono/Plastic Ono Band (2011)

### Разом з Mystical Weapons
- Mystical Weapons (2012)

### Разом з The Claypool Lennon Delirium
- Monolith of Phobos (2016)

### Фільми
- Smile for the Camera (2005)
- Friendly Fire (2006)Шарлотта Кемп Мухл (його коліжанка), Ірина Лазарену і Леннон в 2009
- The Stranger[4] (2008)

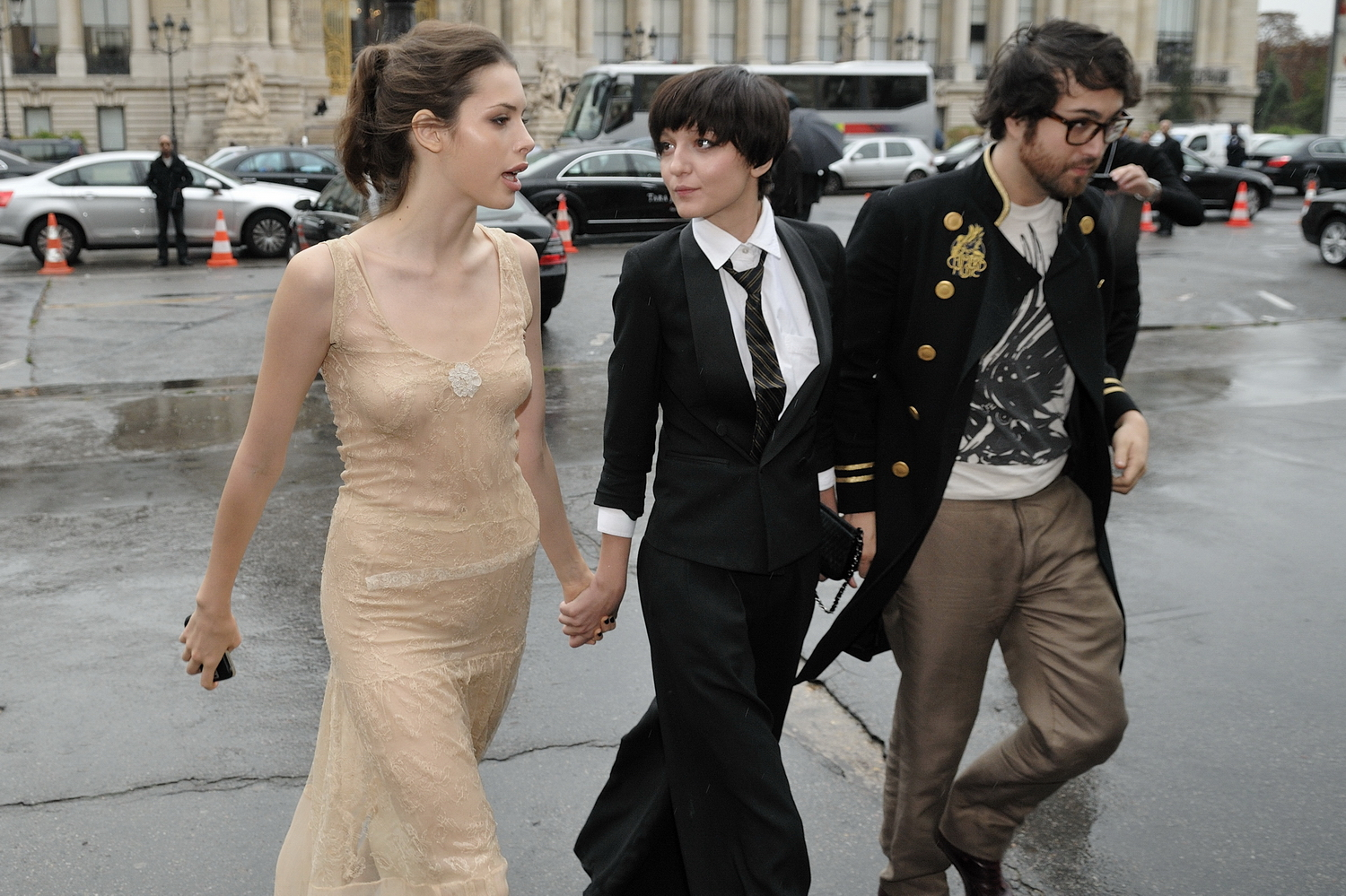
Шарлотта Кемп Мухл (його коліжанка), Ірина Лазарену і Леннон в 2009

- Rosencrantz and Guildenstern Are Undead (2008)
- Tea Fight (2008)
- Alter Egos (2012)

### Продюсер
- Soulfly – Primitive (2000)
- Valentine Original Soundtrack (2001)
- Five Children and It Soundtrack (2004)
- Esthero – Wikked Lil' Grrrls (2005)
- Irina Lazareanu – Some Place Along the Way (2007)
- Yoko Ono/Plastic Ono Band – Between My Head and the Sky (2009)
- Kemp & Eden – Blackhole Lace (2012)Леннон у 2006

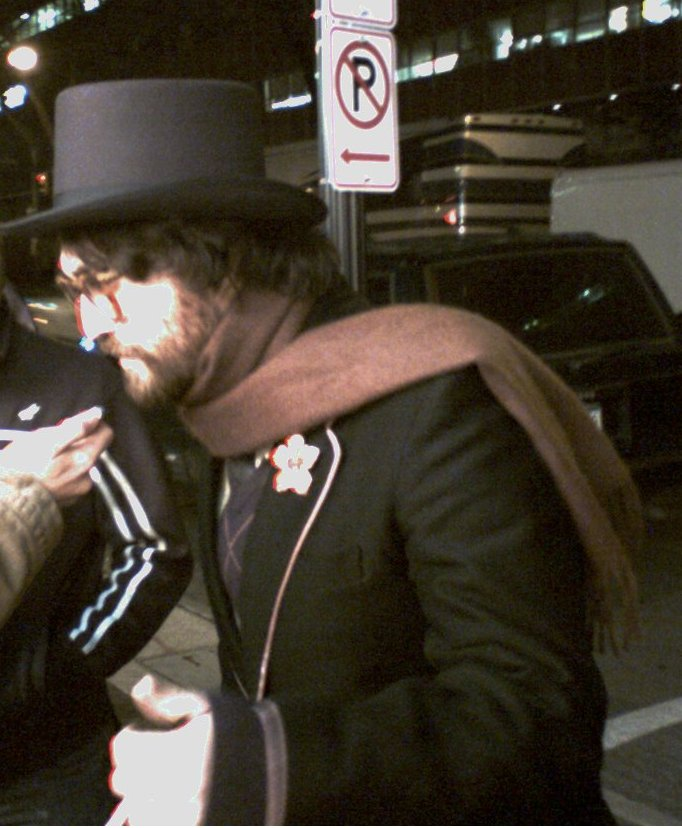
Леннон у 2006